# 니콜라 리촐리
니콜라 리촐리(이탈리아어: Nicola Rizzoli, 1971년 10월 5일 모데나현 미란돌라 ~ )는 이탈리아의 은퇴한 축구 심판이다. 겸임 직업은 건축가이다. 2014년 FIFA 월드컵에서 주심으로 활동했고, UEFA 챔피언스리그 경기의 주심을 맡기도 하였다.

## 심판 경력

### FIFA 월드컵
2014년 FIFA 월드컵
- 2014년 6월 13일:  스페인 -  네덜란드 (조별 리그)
- 2014년 6월 25일:  나이지리아 -  아르헨티나 (조별 리그)
- 2014년 7월 5일:  아르헨티나 -  벨기에 (8강전)
- 2014년 7월 13일:  독일 -  아르헨티나 (결승전)